# Kurt Mendelssohn
Kurt Alfred Georg Mendelssohn (7 janvier 1906, Berlin-Schöneberg - 18 septembre 1980) est un physicochimiste britannique d'origine allemande, élu membre de la Royal Society en 1951 .

## Famille
Il est le seul enfant d'Ernst Moritz Mendelssohn et d'Elizabeth Ruprecht. Par son grand-père, il est un arrière-arrière-petit-fils de Saul Mendelssohn, le frère cadet du philosophe Moses Mendelssohn de la famille Mendelssohn. Il est le cousin de Francis Simon et Heinrich Mendelssohn. Il épouse Jutte Zarniko, la sœur de Barbara Zarniko, l'une des élèves de Francis Simon en 1932. Lorsque James Crowther (en) épouse Franziska Zarniko en 1934, il devient le beau-frère de Mendelssohn.

## Carrière scientifique
Il obtient un doctorat en physique de l'Université de Berlin, après avoir étudié avec Max Planck, Walther Nernst, Erwin Schrödinger et Albert Einstein. Frederick Lindemann se rend à Berlin en 1930 pour acheter un liquéfacteur d'hydrogène amélioré conçu par Francis Simon. Mendelssohn est chargé de faire la démonstration de l'équipement. Au cours de ces essais, Lindemann tente de recruter Mendelssohn pour le rejoindre à l'Université d'Oxford. Cependant, comme Mendelssohn venait d'accepter un emploi à Breslau, il se sent obligé de refuser. Il rejoint son cousin, Francis Simon, qui l'a nommé professeur de chimie physique à l'université de Breslau. Néanmoins, Lindemann le recontacte en 1932 en l'invitant au Laboratoire Clarendon d'Oxford pour y installer un liquéfacteur d'hélium. Ce qu'il fait, et au moment où il retourne à Breslau en janvier 1933, il effectue une demande de subvention à la Fondation Rockefeller pour lui permettre de rejoindre le laboratoire Clarendon. En fin de compte, Simon et lui finissent par recevoir un financement d'Imperial Chemical Industries pour des travaux de recherche à Oxford.
Quittant l'Allemagne à l'avènement du régime nazi en 1933, il se rend en Angleterre. Il travaille à l'Université d'Oxford à partir de 1933. Il y est lecteur en physique, 1955-1973, lecteur émérite en 1973, Professeur émérite du Wolfson College, Oxford, en 1973 (Professional Fellow, 1971-1973).
Ses travaux scientifiques comprennent la physique des basses températures, les éléments transuraniens et la physique médicale.
Il reçoit la médaille Hughes de la Royal Society en 1967 et le prix commémoratif Simon en 1968.

## La théorie des pyramides
En 1974, il publie L'énigme des pyramides, essai dans lequel il cherche à expliquer le pourquoi et le comment des premières pyramides égyptiennes. Bien que Mendelssohn lui-même ne soit pas égyptologue, le livre s'appuie sur les conseils du collectionneur Robert Mond et de l'archéologue Walter Bryan Emery, ainsi que sur ses propres visites en Égypte et au Mexique. Sa thèse principale est que la pyramide de Meïdoum s'est effondrée pendant sa construction ; une conclusion à laquelle il arrive en utilisant ses connaissances en physique, et qui lui est inspirée en 1966 par des images de la catastrophe d'Aberfan : Mendelssohn y voit des similitudes avec le monticule de décombres entourant la pyramide de Meïdoum, une des principales destinations de son voyage en Égypte l'année précédente. À partir de cette conclusion, il élabore ensuite une théorie selon laquelle la construction de pyramides en Égypte a pris une vie propre au cours des troisième et quatrième dynasties, plus ou moins indépendamment des règnes des pharaons. Si sa théorie n'a pas été pas suivie par la communauté égyptologique, le livre reste une étude stimulante et détaillée des pyramides égyptiennes.
La théorie pyramidale de Mendelssohn suggère des explications à quelques mystères de la construction pyramidale :
1. Pourquoi à l'époque de la quatrième dynastie, lorsque toutes les grandes pyramides égyptiennes sont construites, il n'y a que trois pharaons mais (avec Meïdoum) cinq pyramides construites.
2. Selon Mendelssohn, les pyramides sont construites comme des cénotaphes et non comme des tombes et ne devaient pas coïncider avec la vie d'un pharaon.
3. La construction des Grandes Pyramides a dû nécessiter une main-d'œuvre importante. Compte tenu de l'état de perfection que montrent ces pyramides, une partie décisive de cette main-d'œuvre devait être constituée de professionnels hautement qualifiés. De plus, en raison des contraintes géométriques, plus une pyramide grandit, moins il y a de personnes capables d'y travailler. Si les pyramides avaient été construites indépendamment les unes des autres et à des moments distincts, il aurait fallu rassembler et former la main-d'œuvre pour chaque bâtiment et la licencier au fur et à mesure des travaux. Selon Mendelssohn, dès qu'une pyramide avait atteint environ la moitié de sa taille finale, les travaux débutent sur la suivante pour atténuer ce problème.
4. Le changement d'angle observé au niveau de la pyramide coudée peut s'expliquer comme une réaction à un effondrement catastrophique de la pyramide de Meïdoum, si ces monuments n'ont pas été construits successivement mais avec un chevauchement.

## Livres de Mendelssohn
- The Riddle of the Pyramids. Thames & Hudson, 1974; Sphere Cardinal Edition, 1976.
- La Recherche du zéro absolu [« The Quest for Absolute Zero »]  (trad. J.-G. et L-G. Desternes), Hachette, coll. « L'Univers des Connaissances », 1966[6].
- In China Now, 1969.
- The World of Walther Nernst, University of Pittsburgh Press, 1973 (hbk); pbk edition, Macmillan, 1973[7] pbk edition, Plunkett Lake Press, 2019.
- Science and Western Domination, Thames & Hudson, 1976.